# Rožec krátkoplátečný

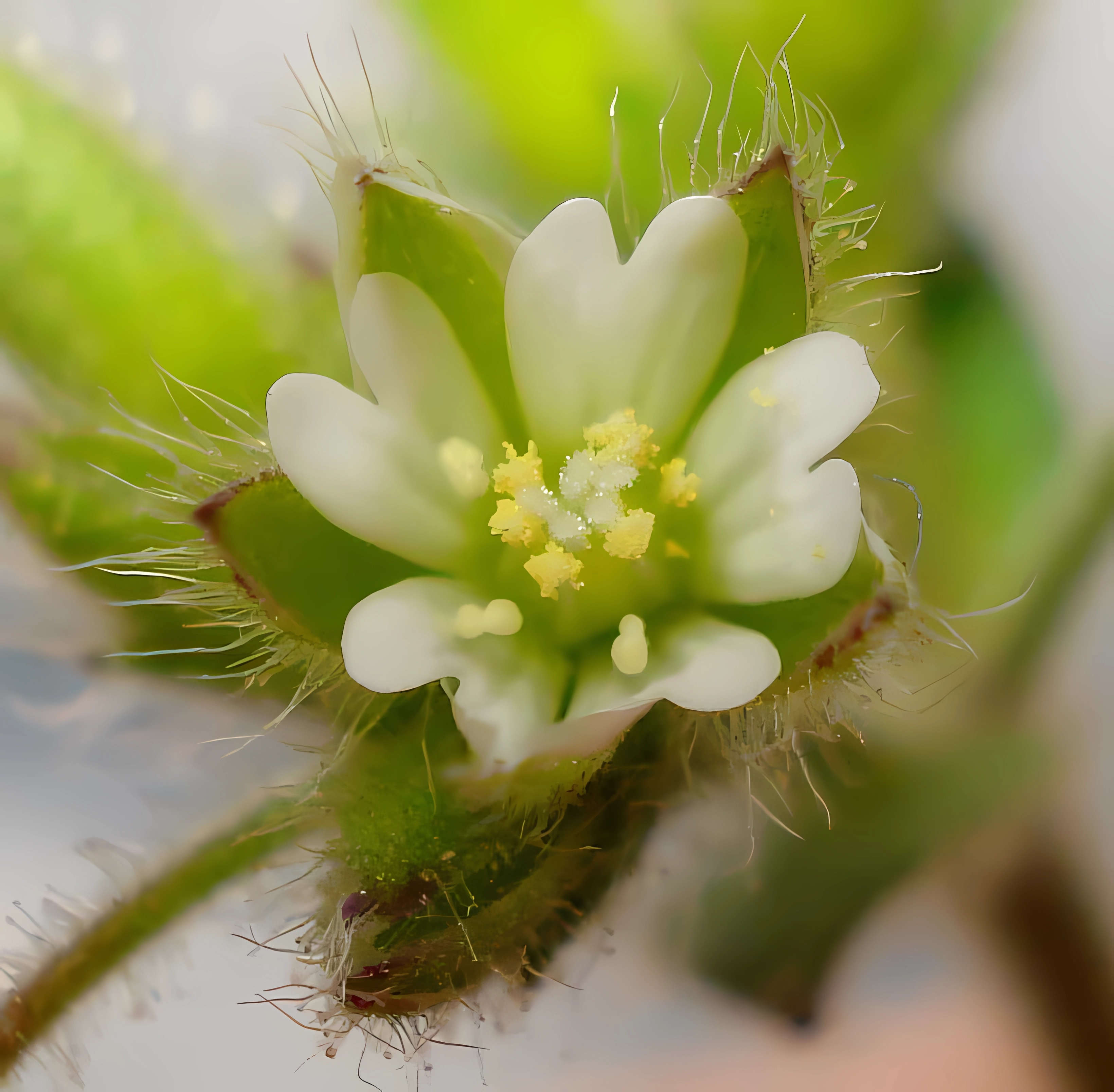
Květ

Rožec krátkoplátečný (Cerastium brachypetalum) je drobná, planě rostoucí, efemérní, žlutě kvetoucí bylina, druh celosvětově rozšířeného rodu rožec.

## Rozšíření
Roste téměř v celé Evropě, od Pyrenejského poloostrova až po jižní okraj Skandinávie, na východě až po Krym a Kavkaz. Dále je rozšířen také v severní Africe a byl zavlečen do Severní Ameriky. V České republice roste roztroušeně jen v teplejších oblastech, ve vyšších polohách je vzácný.
Vyrůstá na výslunných, ale ne vyprahlých místech, v na živiny bohatších, často vápencových půdách. Vyhovují mu travnaté, skalnaté nebo křovinaté stráně v říčních údolích, u polních cest a na okrajích lesů i jejich mýtinách. Občas je k nalezení i na silničních nebo železničních náspech.

## Popis
Jednoletá, šedavě zelená rostlina dorůstající do výše 10 až 30 cm. Z tenkého větveného kořene vyrůstá jednoduchá nebo hned od báze rozvětvená, vzpřímená nebo vystoupavá lodyha. Je hustě porostlá krátkými i odstávajícími chlupy dlouhými až 2 mm které jsou ve spodní části nežláznaté a v horní převážně žláznaté, mívá barvu sivě zelenou až žlutě zelenou a někdy má purpurový nádech. Listy přízemní růžice jsou obvejčité až kopisťovité, v dolní části jsou zúžené do řapíku a na vrcholu zaokrouhlené se špičkou, na spodní straně mají málo a na horní více jednoduchých chloupků. Lodyžní listy z obou stran porostlé dlouhými sivými chlupy mají čepele elipsovité, vejčité nebo široce kopinaté zakončené tupě nebo ostře, vždy mají špičku, bývají dlouhé 5 až 15 mm a široké 2 až 7 mm.
Květy na vzpřímených nebo do boku odstávajících stopkách (několikráte delších než kalich) vytvářejí v počtech 3 až 50 vidlanovitá květenství s dlouhými ochlupenými větvemi. Jejich oboustranně chlupaté listeny jsou bylinné, nemají bělavý blanitý lem a tvarem se podobající menším listům lodyžním. Pět kopinatých kališních lístků 3 až 6 mm dlouhých s blanitým lemem bývá na vrcholech zakončeno ostře nebo tupě a jsou na vnější straně hustě porostlé až 2 mm dlouhými chlupy přesahujícími vrchol kalichu. Vejčitých až kopinatých, u báze brvitých, bíle zbarvených korunních lístků kratších než kališní je také pět. Bývají dlouhé jen 2 až 3 mm a jsou hluboce dvoulaločné (zářez sahá průměrně do třetiny jejich délky). Tyčinek s brvitými nitkami nesoucími chlupaté prašníky je v květu deset, čnělek je pět.
Květy rozkvétají v dubnu a květnu, opylovány jsou hmyzem nebo dochází k samoopylení. Plody jsou válcovité tobolky vyrůstající na šikmo odstávajících nebo téměř vodorovných stopkách. Jsou přímé nebo v horní polovině nahoru zakřivené, až 8 mm dlouhé a 2 mm široké a na vrcholu se otvírají deseti zoubky. Trojúhelníkovitá až okrouhlá, mírně asymetrická červenavě hnědá semena jsou velká okolo 0,6 mm a mají drobné ostré výstupky. Druh, jehož ploidie je 2n = 72, se může rozmnožovat pouze semeny.

## Taxonomie
Rožec krátkoplátečný je velmi variabilní (hlavně v kvalitě a množství ochlupení) a nověji je rozeznáno několik jeho poddruhů. V České republice roste pouze jeho nominátní poddruh
- rožec krátkoplátečný pravý (Cerastium brachypetalum Pers. subsp. brachypetalum).

- V Evropě se dále vyskytují ještě tyto poddruhy:
- Cerastium brachypetalum atheniense (Lonsing) P. D. Sell & Whitehead
- Cerastium brachypetalum corcyrense (Möschl) P. D. Sell & Whitehead
- Cerastium brachypetalum doerfleri (Halácsy ex Hayek) P. D. Sell & Whitehead
- Cerastium brachypetalum pindigenum (Lonsing) P. D. Sell & Whitehead
- Cerastium brachypetalum roeseri (Boiss. & Heldr.) Nyman
- Cerastium brachypetalum tauricum (Spreng.) Murb.
- Cerastium brachypetalum tenoreanum (Ser.) Soó[6][7]

## Ohrožení
Červeným seznamem cévnatých rostlin České republiky z roku 2012 je rožec krátkoplátečný považován za ohrožený druh (C3).